# L’Espluga de Francolí
L'Espluga de Francolí – gmina w Hiszpanii, w prowincji Tarragona, w Katalonii, o powierzchni 57,17 km². W 2011 roku gmina liczyła 3913 mieszkańców.